# Leonia
Pour les articles homonymes, voir Leonia (homonymie).
Leonia est une ville américaine située dans le comté de Bergen dans l’État du New Jersey. En 2010, sa population était de 8 937 habitants.

## Démographie
| Groupe            | Leonia | New Jersey | États-Unis |
| ----------------- | ------ | ---------- | ---------- |
| Blancs            | 55,2   | 68,6       | 72,4       |
| Asiatiques        | 35,1   | 8,6        | 4,8        |
| Autres            | 3,7    | 6,4        | 6,4        |
| Métis             | 3,4    | 2,3        | 2,9        |
| Afro-Américains   | 2,3    | 13,7       | 12,6       |
| Amérindiens       | 0,2    | 0,3        | 0,9        |
| Total             | 100    | 100        | 100        |
|                   |        |            |            |
| Latino-Américains | 18,2   | 17,7       | 16,7       |

## Source de la traduction
- (en) Cet article est partiellement ou en totalité issu de l’article de Wikipédia en anglais intitulé « Leonia, New Jersey » (voir la liste des auteurs).

1. ↑  (en) « Leonia, NJ Population - Census 2010 and 2000 », sur censusviewer.com (consulté le 13 janvier 2017).
2. ↑  (en) « Population of New Jersey - Census 2010 and 2000 », sur censusviewer.com (consulté le 13 janvier 2017).